# Ohuiivka, Mașivka
Ohuiivka (în ucraineană Огуївка) este un sat în comuna Novîi Tahamlîk din raionul Mașivka, regiunea Poltava, Ucraina.

## Demografie
Componența lingvistică a localității Ohuiivka
     Ucraineană (95,29%)
     Rusă (4,71%)
Conform recensământului din 2001, majoritatea populației localității Ohuiivka era vorbitoare de ucraineană (95,29%), existând în minoritate și vorbitori de rusă (4,71%).